# Regno di Haiti
Il Regno di Haiti fu una monarchia costituzionale del Centro America.

## Storia
Il regno venne creato quando Henri Christophe il 28 marzo 1811 si autoproclamò re col nome di Enrico I dopo essere stato a capo dello Stato di Haiti come presidente della repubblica. Questo era il secondo tentativo di governo monarchico ad Haiti, in quanto Jean-Jacques Dessalines già aveva regnato sull'area durante il primo impero di Haiti col nome di Giacomo I dal 1804 sino al suo assassinio avvenuto nel 1806.

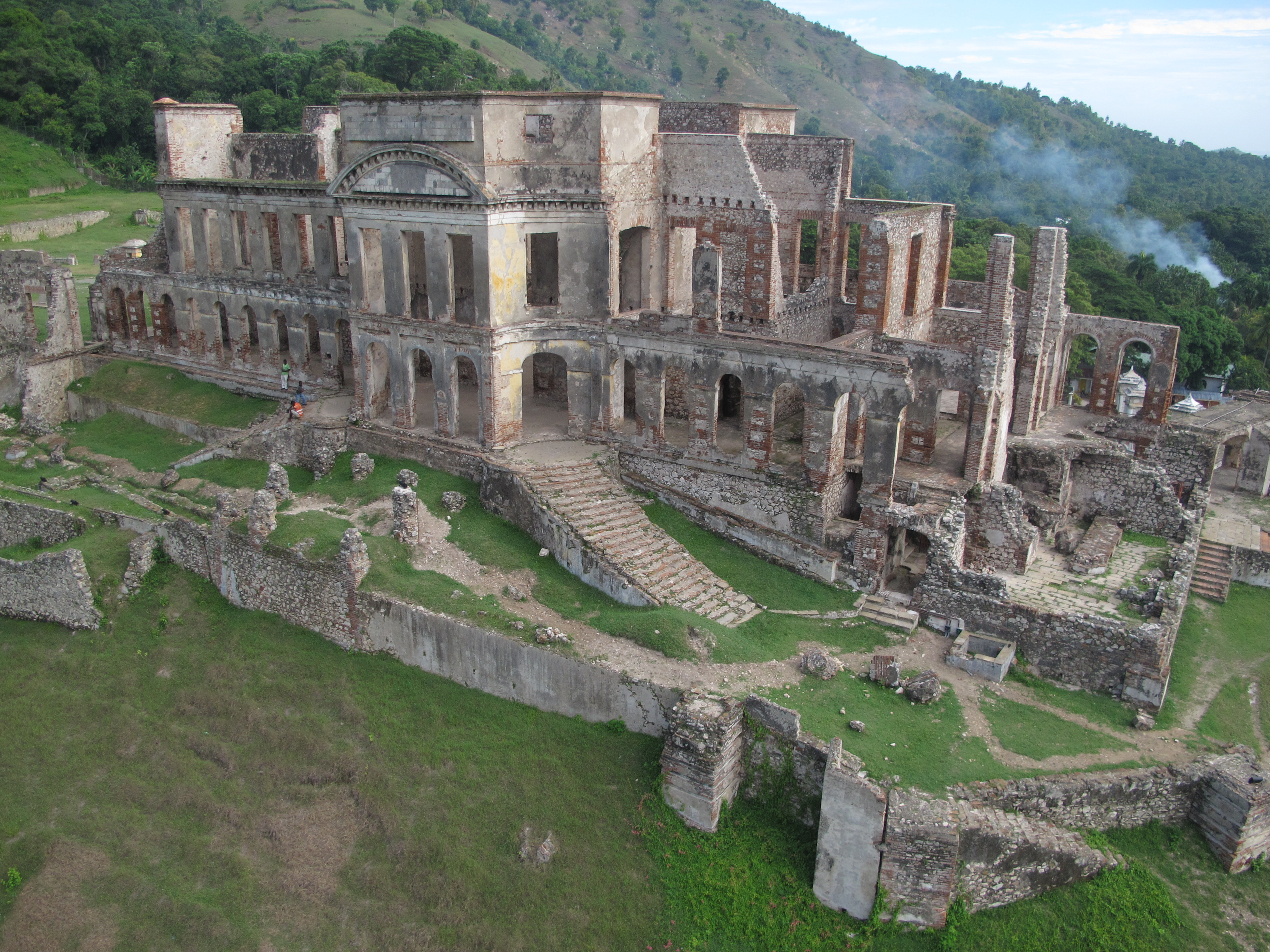
Le rovine del palazzo reale di San-Souci.

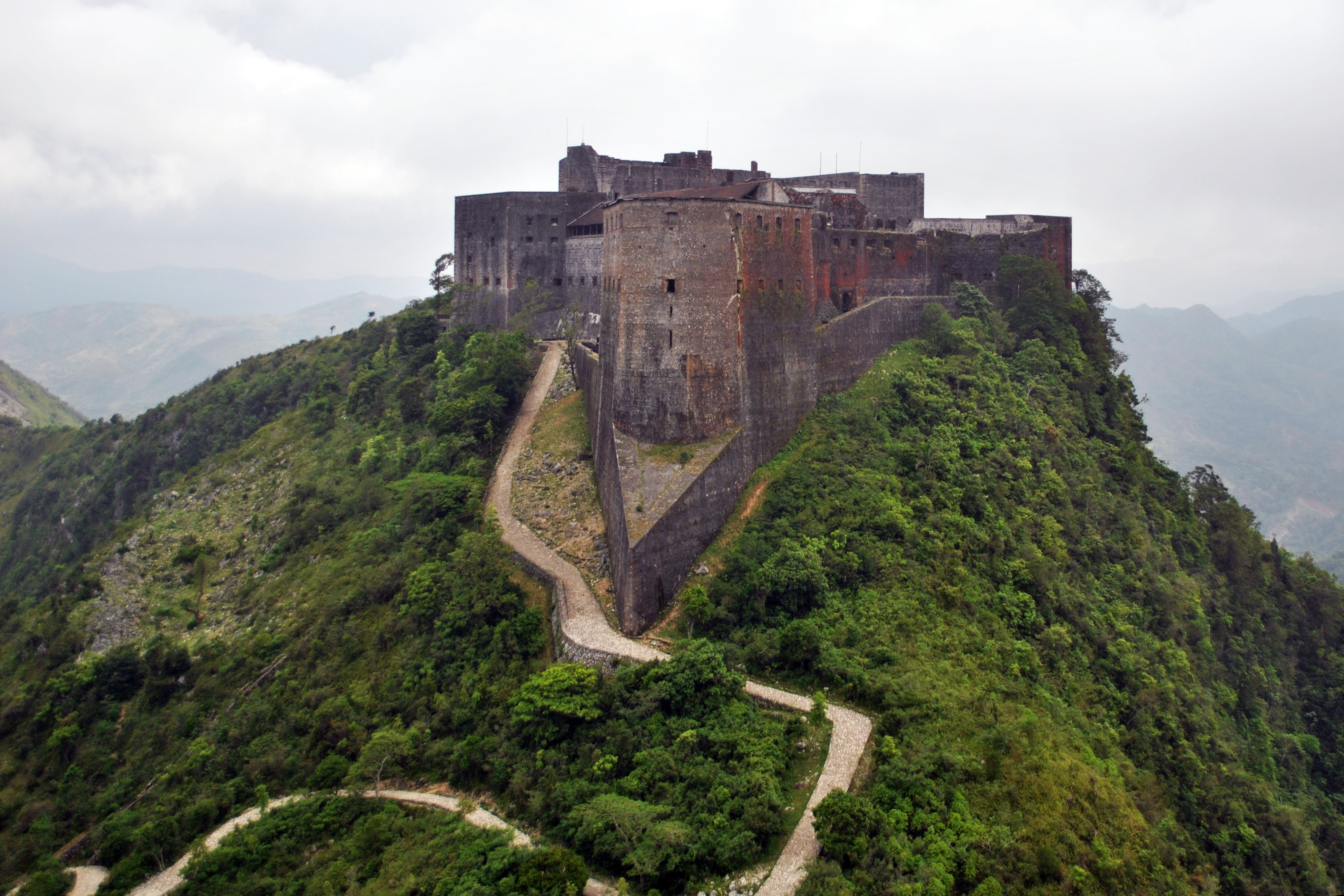
La cittadella di Laferrière.

Durante il suo regno, Enrico I fece costruire sei castelli, otto palazzi (tra cui il Palazzo di Sans-Souci) e la fortezza della Citadelle Laferrière, costruiti per proteggere il regno da possibili invasioni francesi. Egli creò una nuova aristocrazia di cui amava circondarsi, nominando quattro principi del regno, otto duchi, 22 conti, 37 baroni e 14 cavalieri.
Dopo aver subito una paralisi e col calo del favore popolare nei suoi confronti, Enrico I si suicidò l'8 ottobre 1820. Venne sepolto nella Citadelle Laferrière. Suo figlio ed erede Jacques-Victor Henry Christophe, di appena sedici anni, venne assassinato dieci giorni dopo dai ribelli presso il palazzo di Sans-Souci.
Il Regno di Haiti condivideva l'isola di Hispaniola con un governo parallelo, quello della Repubblica di Haiti a sud guidata da Alexandre Pétion che rimase in carica sino alla sua morte nel 1818. Venne succeduto da Jean-Pierre Boyer, che riunì le due nazioni dopo la morte di Enrico I e suo figlio nel 1820.